# Меране
Меране (нім. Meerane) — місто в Німеччині, розташоване в землі Саксонія. Входить до складу району Цвікау. Складова частина об'єднання громад Меране-Шенберг.
Площа — 19,77 км2. Населення становить 13 934 ос. (станом на 31 грудня 2020).

## Галерея

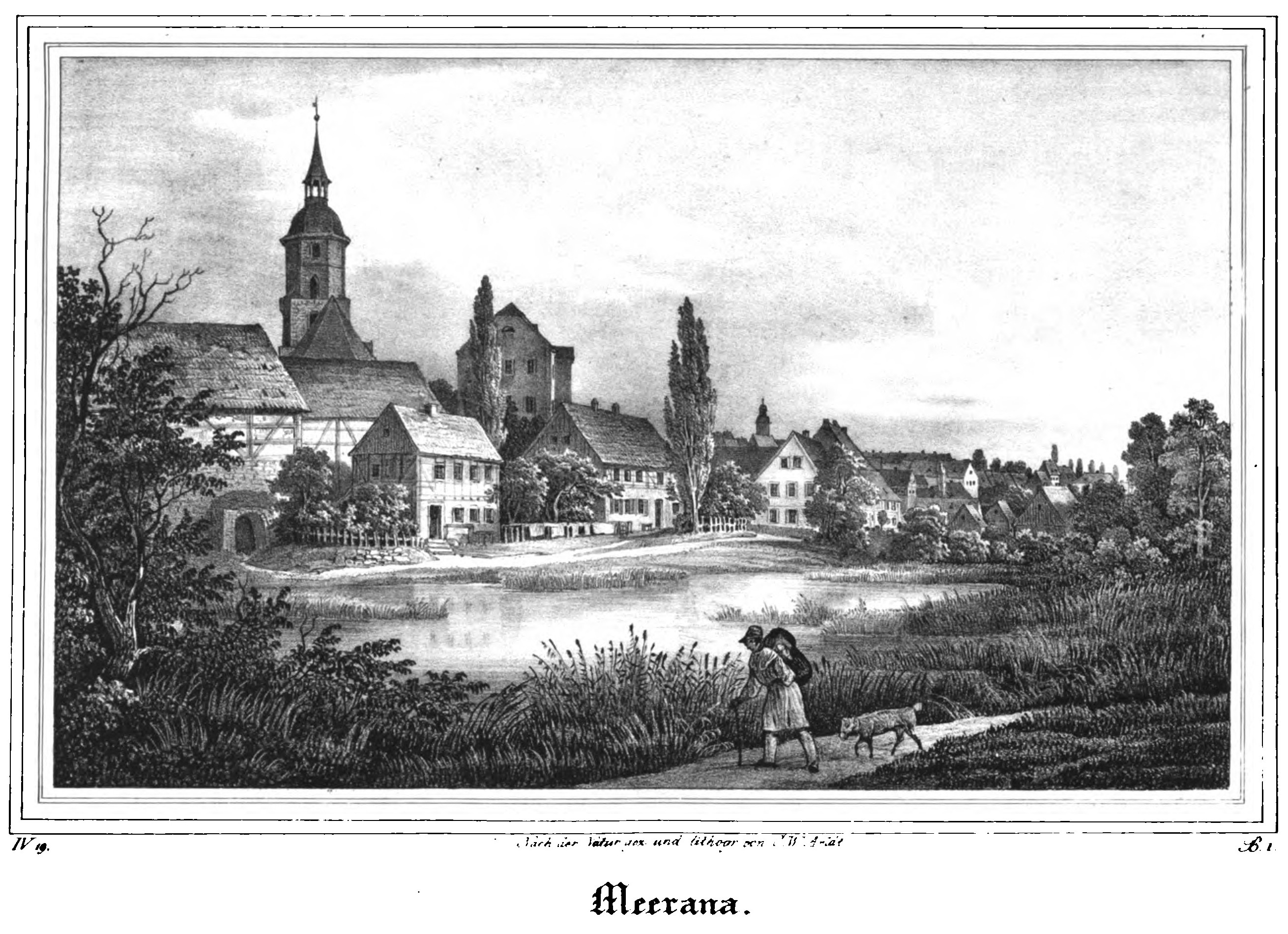
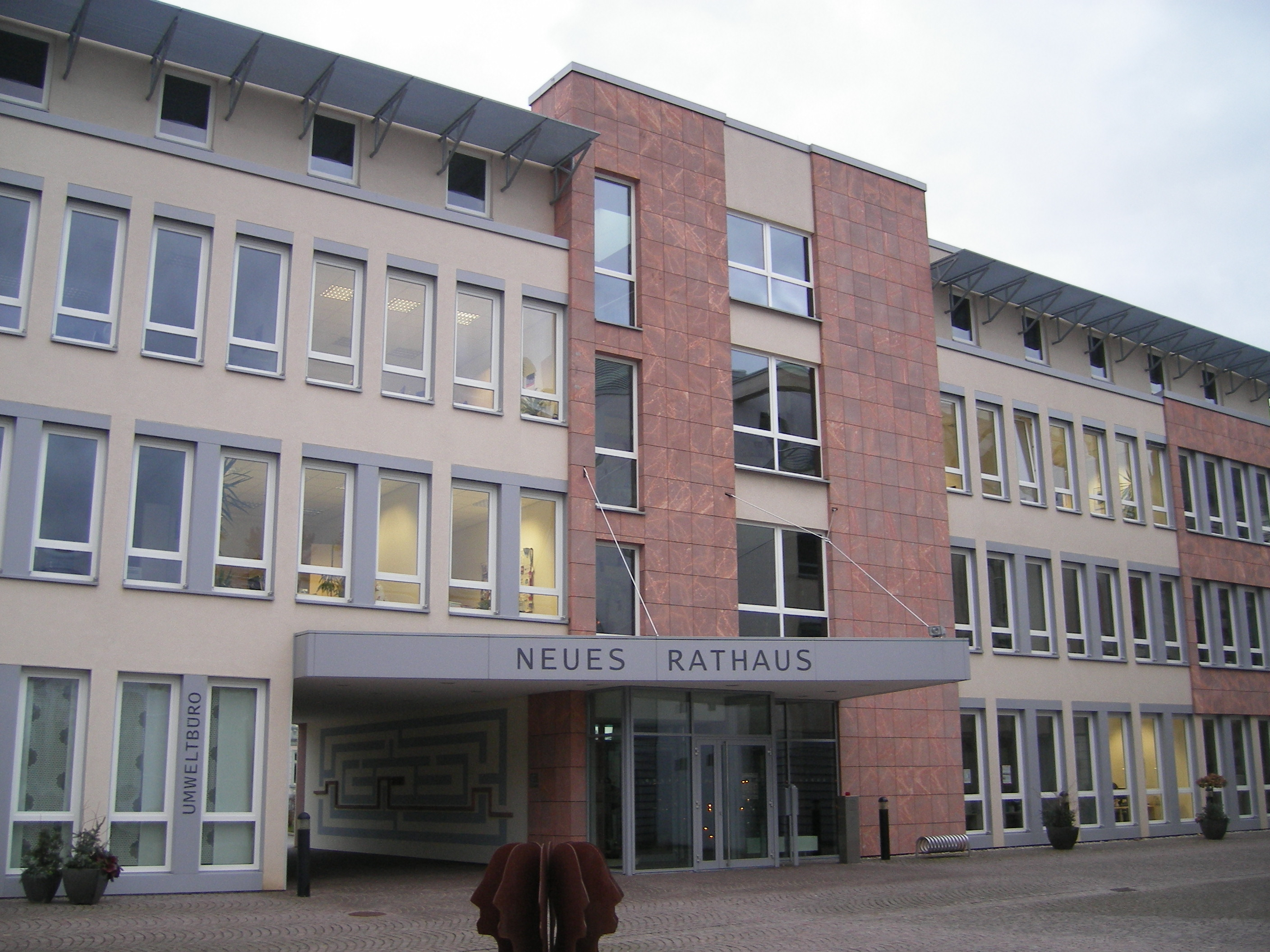
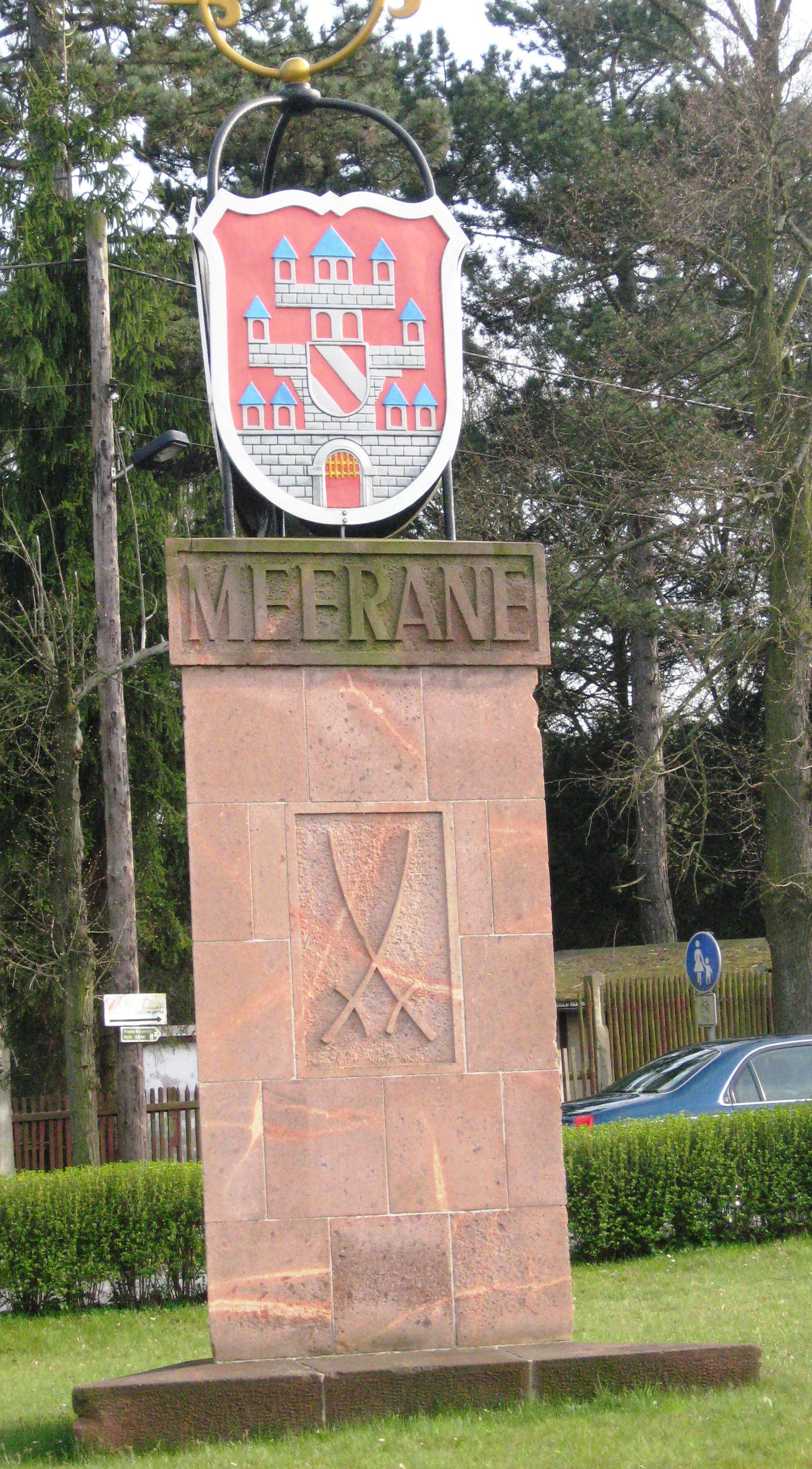
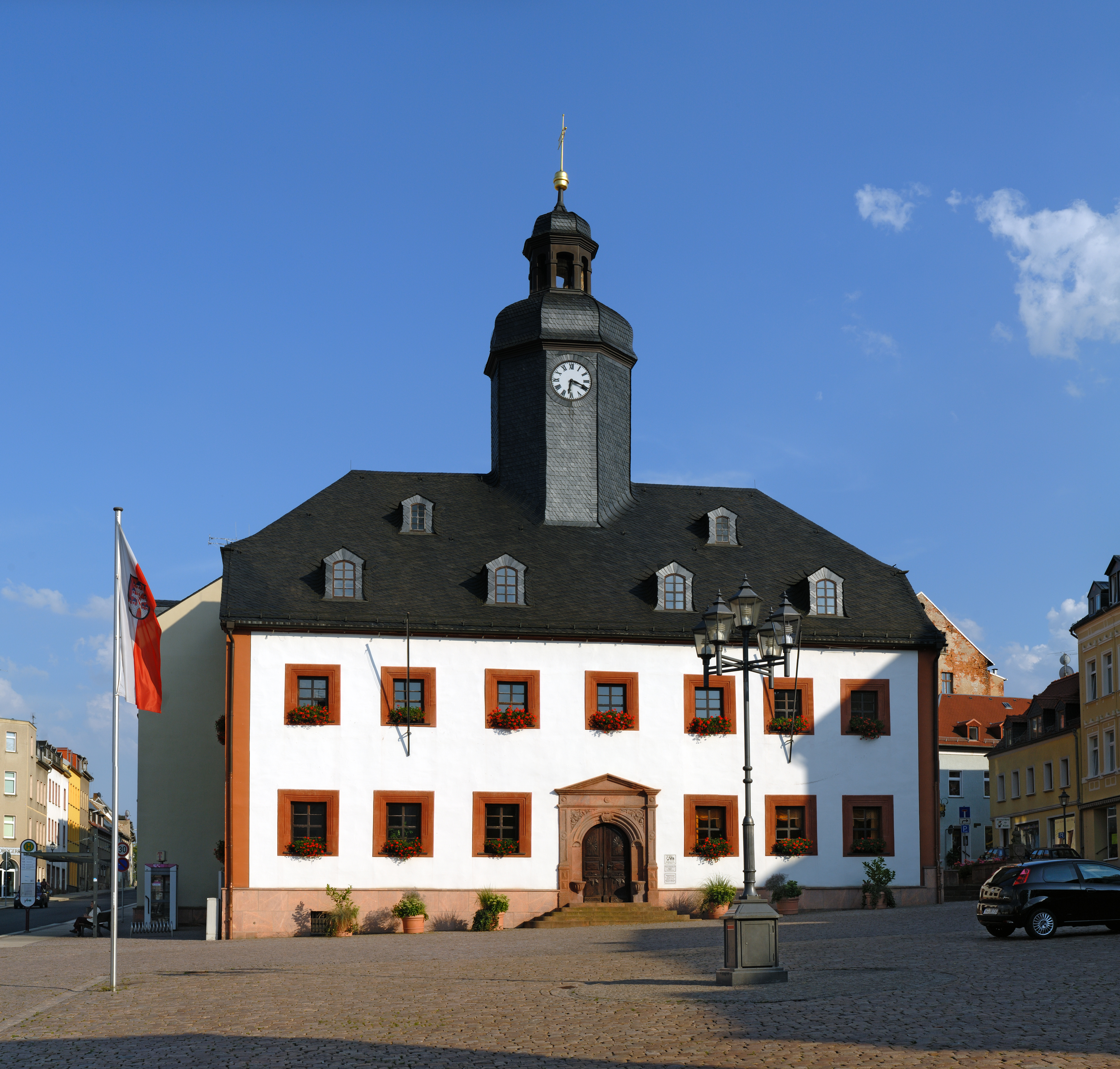
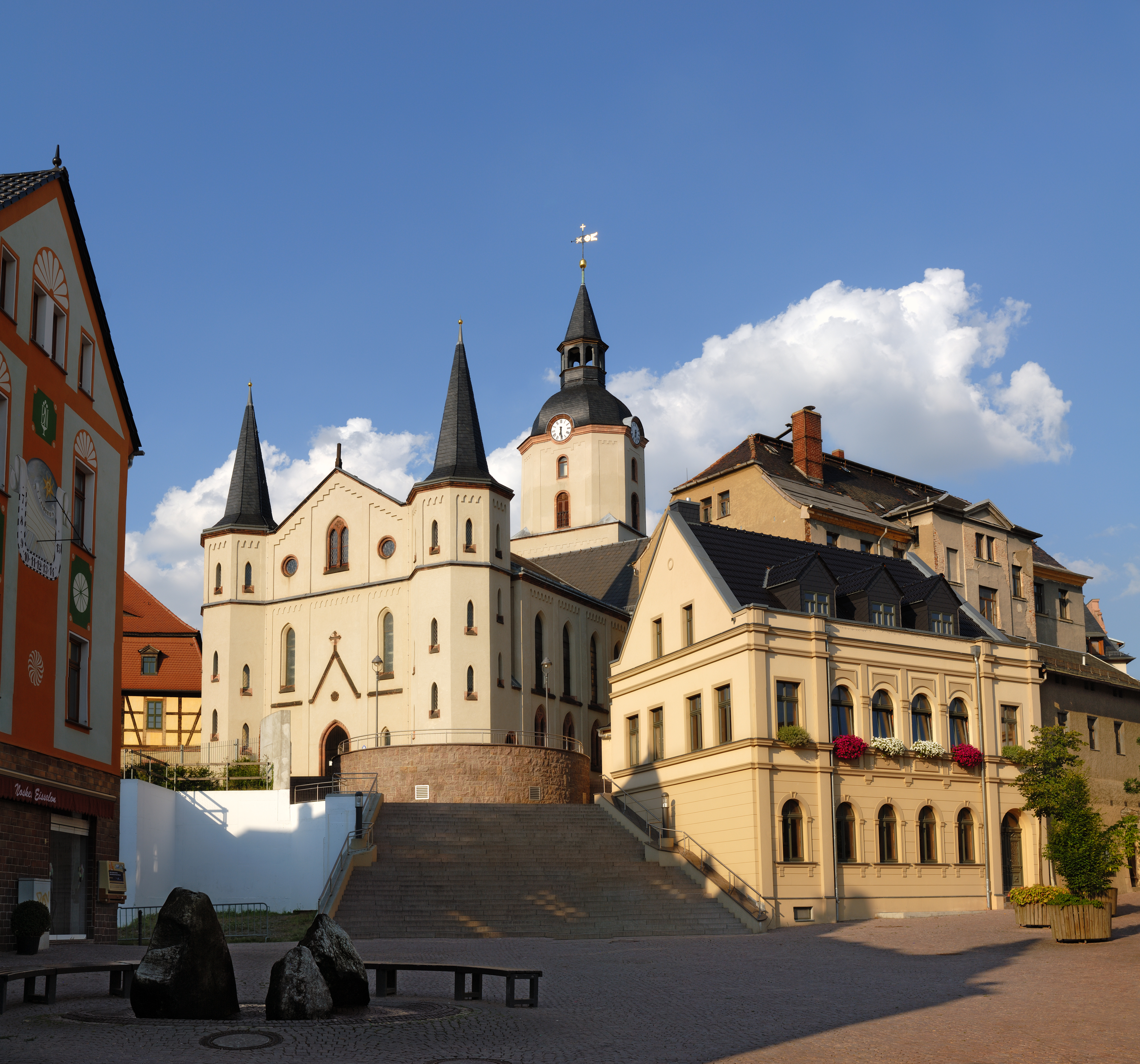
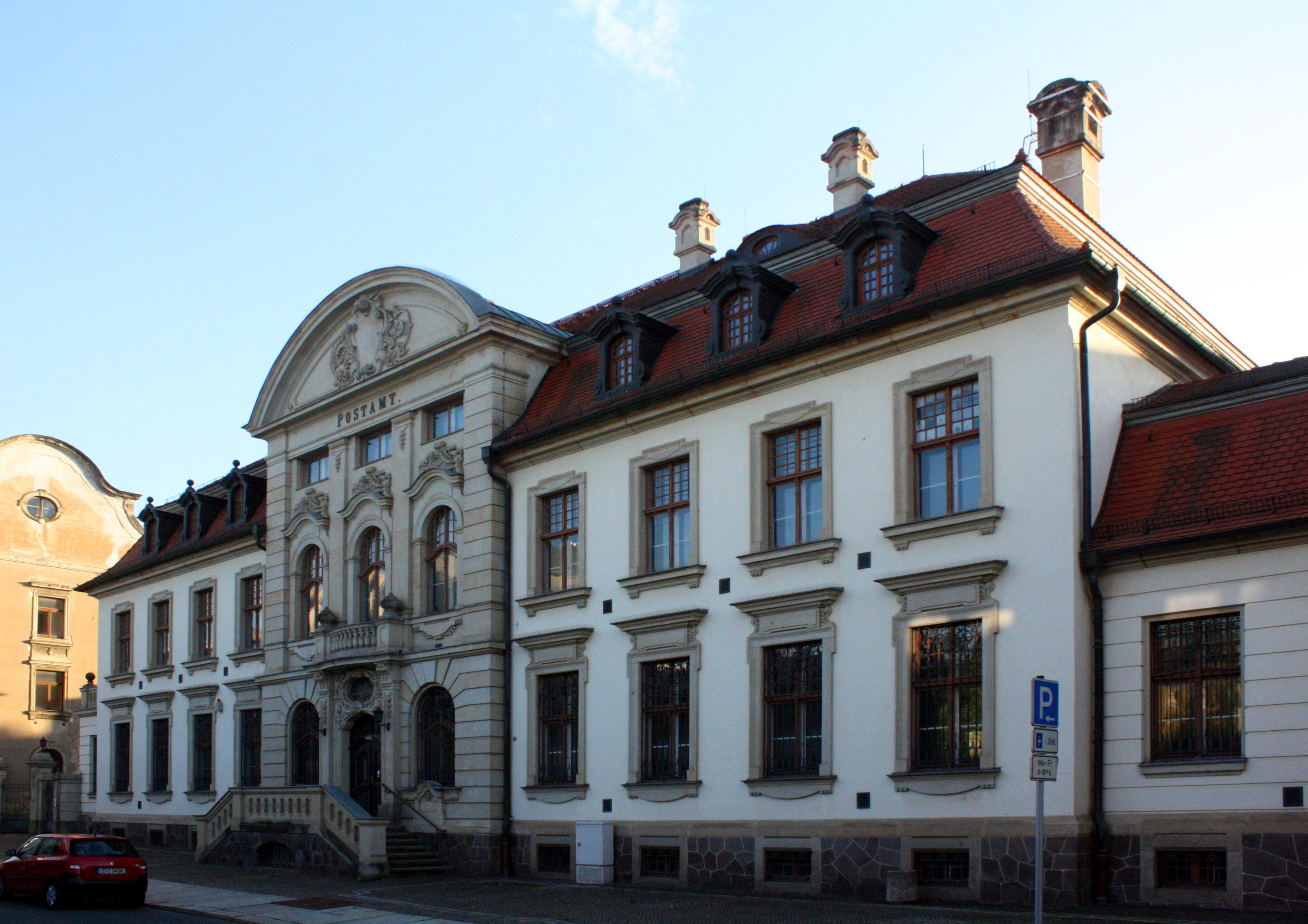

## Особистості
- Аннетт Бем (1980) — німецька дзюдоїстка, олімпійська медалістка.
- Лотар Метц (1939) — східнонімецький борець греко-римського стилю, дворазовий бронзовий призер чемпіонатів світу, дворазовий срібний призер чемпіонатів Європи, чемпіон, срібний та бронзовий призер Олімпійських ігор.